# Brittiska Jungfruöarnas herrlandslag i fotboll
Brittiska Jungfruöarnas herrlandslag i fotboll for till Caymanöarna för att där spela sin första landskamp den 10 maj 1991, och förlorade med 1-2 mot Saint Christopher och Nevis i en kvalmatch till CONCACAF Gold Cup 1991.

## Historik

### VM
- 1930 till 1998 - Deltog ej
- 2002 - Kvalade inte in
- 2006 - Kvalade inte in

I kvalet till VM i Tyskland 2006 åkte man ut i första omgången efter två förluster mot Saint Lucia.

### CONCACAF mästerskap
- 1963 till 1989 - Deltog ej
- 1991 - Kvalade inte in
- 1993 - Kvalade inte in
- 1996 - Drog sig ur
- 1998 - Kvalade inte in
- 2000 - Kvalade inte in
- 2002 - Kvalade inte in
- 2003 - Kvalade inte in
- 2005 - Kvalade inte in
- 2007 - Drog sig ur

### Karibiska mästerskapet
- 1989 - Deltog ej
- 1990 - Deltog ej
- 1991 - Kvalade inte in
- 1992 - Kvalade inte in
- 1993 - Kvalade inte in
- 1994 - Kvalade inte in
- 1995 - Drog sig ur
- 1996 - Deltog ej
- 1997 - Kvalade inte in
- 1998 - Kvalade inte in
- 1999 - Kvalade inte in
- 2001 - Kvalade inte in
- 2005 - Kvalade inte in
- 2007 - Drog sig ur